# The Magnificent Moodies
The Magnificent Moodies – debiutancki album grupy The Moody Blues wydany w 1965 roku. Jest to pierwsza i jedyna płyta, na której można usłyszeć zespół w oryginalnym składzie (gitarzysta Denny Laine, basista Clint Warwick, klawiszowiec Mike Pinder, flecista Ray Thomas, perkusista Graeme Edge). Obowiązków wokalnych podjęli się Laine, Pinder i Thomas. Nagranie jest zbiorem utworów R&B oraz beatowych. Cover „Go Now” (w oryginale śpiewany przez Bessie Banks) wypuszczony jako singel w listopadzie 1964 roku wspiął się na pierwsze miejsce w Wielkiej Brytanii. W Stanach Zjednoczonych album został wydany przez London Records pod tytułem „Go Now – The Moody Blues #1” (Cztery piosenki zostały zastąpione innymi, zmieniono kolejność utworów).
Album osiągnął piąte miejsce na liście magazynu New Musical Express w sierpniu 1965 roku. W Stanach Zjednoczonych płyta nie dostała się na listę Billboard 200.
Wszystkie utwory na brytyjskim wydaniu wyprodukował Denny Cordell z wyjątkiem „Go Now”, za którego produkcję odpowiada Alex Wharton (zmienił nazwisko na Murray).
Laine i Warwick opuścili zespół w 1966 roku. Zastąpili ich gitarzysta Justin Hayward oraz basista John Lodge.

## Wydania
W trakcie gdy zespół znajdował się u szczytu popularności w Stanach Zjednoczonych w 1970 roku, Deram Records wznowiło album z nową okładką i tytułem („In the Beginning”). Podobnie jak oryginalnie wydanie, płyta nie znalazła się na liście Billboard 200.
We 1976 roku wydano dwupłytową kompilację o tytule „A Dream”, zawierającą cały album „The Magnificent Moodies” oraz strony A i B singli wydanych pomiędzy 1965 a 1967 rokiem (przed debiutem „Days of Future Passed”).
Na płycie CD „The Magnificent Moodies” został wydany po raz pierwszy przez Decca Records w 1988 roku wraz z trzynastoma dodatkowymi utworami. Za remastering odpowiedzialny był Anthony Hawkins.
Repertoire Records opublikowało skróconą wersję w 1992 roku wraz z siedmioma bonusowymi utworami. W 2006 roku ponownie wypuszczono album, tym razem z czternastoma dołączonymi piosenkami (w tym „People Gotta Go”, który nie znalazł się na wydaniu z 1988 roku). CD zawierało również po raz pierwszy, niezniekształconą wersję „Go Now” ze skorygowaną prędkością. Wydanie z 2006 roku zostało zremasterowane przez Joachima Heinza Ehriga (znanego jako Eroc), byłego członka niemieckiej grupy Grobschnitt.

## Lista utworów

### Wydanie brytyjskie
| Strona pierwsza | Strona pierwsza         | Strona pierwsza             | Strona pierwsza      | Strona pierwsza |
| Nr              | Tytuł utworu            | Autor                       | Wokal                | Długość         |
| --------------- | ----------------------- | --------------------------- | -------------------- | --------------- |
| 1.              | „I'll Go Crazy”         | James Brown                 | Denny Laine          | 2:13            |
| 2.              | „Something You Got”     | Chris Kenner                | Laine                | 2:49            |
| 3.              | „Go Now”                | Larry Banks, Milton Bennet  | Laine                | 3:14            |
| 4.              | „Can't Nobody Love You” | James Mitchell              | Laine                | 4:06            |
| 5.              | „I Don’t Mind”          | James Brown                 | Mike Pinder          | 3:26            |
| 6.              | „I've Got a Dream”      | Jeff Barry, Ellie Greenwich | Laine, Clint Warwick | 2:50            |
|                 |                         |                             |                      | 18:38           |

| Strona druga | Strona druga              | Strona druga                          | Strona druga | Strona druga |
| Nr           | Tytuł utworu              | Autor                                 | Wokal        | Długość      |
| ------------ | ------------------------- | ------------------------------------- | ------------ | ------------ |
| 1.           | „Let Me Go”               | Denny Laine, Mike Pinder              | Laine        | 3:14         |
| 2.           | „Stop”                    | Laine, Pinder                         | Laine        | 2:05         |
| 3.           | „Thank You Baby”          | Laine, Pinder                         | Laine        | 2:30         |
| 4.           | „It Ain’t Necessarily So” | George Gershwin, Ira Gershwin         | Ray Thomas   | 3:21         |
| 5.           | „True Story”              | Laine, Pinder                         | Laine        | 1:46         |
| 6.           | „Bye Bye Bird”            | Sonny Boy Williamson II, Willie Dixon | Laine        | 2:49         |
|              |                           |                                       |              | 15:45        |

### Wydanie amerykańskie
| Strona pierwsza | Strona pierwsza         | Strona pierwsza                    | Strona pierwsza | Strona pierwsza |
| Nr              | Tytuł utworu            | Autor                              | Wokal           | Długość         |
| --------------- | ----------------------- | ---------------------------------- | --------------- | --------------- |
| 1.              | „I'll Go Crazy”         | Brown                              | Denny Laine     | 2:08            |
| 2.              | „And My Baby's Gone”    | Laine, Pinder                      | Laine           | 2:15            |
| 3.              | „Go Now”                | Banks, Bennet                      | Laine           | 3:10            |
| 4.              | „It's Easy Child”       | Kay Bennet, Sue Sandler, Gene Redd | Laine           | 3:10            |
| 5.              | „Can't Nobody Love You” | Mitchell                           | Laine           | 4:00            |
| 6.              | „I've Got a Dream”      | Barry, Greenwich                   | Laine, Warwick  | 2:50            |
|                 |                         |                                    |                 | 17:33           |

| Strona druga | Strona druga                        | Strona druga             | Strona druga | Strona druga |
| Nr           | Tytuł utworu                        | Autor                    | Wokal        | Długość      |
| ------------ | ----------------------------------- | ------------------------ | ------------ | ------------ |
| 1.           | „Let Me Go”                         | Laine, Pinder            | Denny Laine  | 3:08         |
| 2.           | „I Don’t Want to Go On Without You” | Bert Berns, Jerry Wexler | Laine        | 2:45         |
| 3.           | „True Story”                        | Laine, Pinder            | Laine        | 1:40         |
| 4.           | „It Ain’t Necessarily So”           | G. Gershwin, I. Gershwin | Thomas       | 2:47         |
| 5.           | „Bye Bye Bird”                      | Williamson, Dixon        | Laine        | 2:50         |
| 6.           | „From the Bottom of My Heart”       | Laine, Pinder            | Laine        | 3:20         |
|              |                                     |                          |              | 16:30        |

## Personel

### The Moody Blues
- Denny Laine – gitary, harmonijka, wokal
- Mike Pinder – pianino, organy, wokal
- Clint Warwick – gitara basowa, wokal
- Ray Thomas – instrumenty perkusyjne, flet poprzeczny, harmonijka, wokal
- Graeme Edge – perkusja, instrumenty perkusyjne, wokal

### Dodatkowy personel
Elaine Caswell – instrumenty perkusyjne

### Personel techniczny
- Denny Cordell – producent
- Alex Wharton – producent („Go Now”)
- Nicolas Wright – fotograf (wydanie brytyjskie)
- Shirley Scott-James – projektantka (wydanie brytyjskie)